# Радост
Радостта е положително чувство, емоция, свързана с вътрешно задоволство, приповдигнато настроение, екзалтация, вълнение и възбуда. Радостта обикновено е временно явление по повод дадено събитие, което предизвиква желание за веселие, смях и празнуване. Пример за радост е чувството, с което децата отварят коледните си подаръци. Много често се използва като синоним на щастие.
Сърдечност е например вид радост, изразена към другия, в открития израз на добронамерени отношения към чувствата на другия.